# Heorhij Fuks
Heorhij Boryssowytsch Fuks (* 15. Dezember 1927 in Kiew; † 10. März 2008 ebenda) war ein ukrainischer Bauingenieur und ein Spezialist für den Brückenbau.

## Leben
Fuks studierte 1949 an der Kiewer Nationalen Universität für Bauwesen und Architektur und arbeitete ab 1951 bei der Kiewer Filiale des Staatlichen Instituts für die Erforschung und Gestaltung von Straßen Ukrdorproekt. 1983 promovierte er mit dem Thema Entwicklung, Erprobung und Einführung von neuen fortschrittlichen Designs von Autobahn- und Stadtbrücken von großen Spannweiten zum Ph.D.
Er unterrichtete an der Kiewer Nationalen Universität für Bauwesen und Architektur, veröffentlichte als Autor 40 Publikationen und war Entwickler von 16 Erfindungen auf dem Gebiet des Brückenbaus. Fuks war Chefprojektingenieur vieler großer Brücken in der Sowjetunion, darunter die Inselbrücke über die Düna in Riga und folgender Brücken über den Dnepr in Kiew: Metrobrücke (Kiew) (eröffnet 1965), Nordbrücke (eröffnet 1976), Südbrücke (eröffnet 1990) und der 1993 begonnenen und bis heute im Bau befindlichen Podilbrücke. Fuks starb 2008 in seiner Heimatstadt und wurde auf dem Baikowe-Friedhof (Abschnittsnummer 33) beerdigt.

## Auszeichnungen
Heorhij Fuks wurde der Staatspreis der UdSSR und 1991 der Ehrentitel „Verdienter Erbauer der Ukraine“ verliehen.

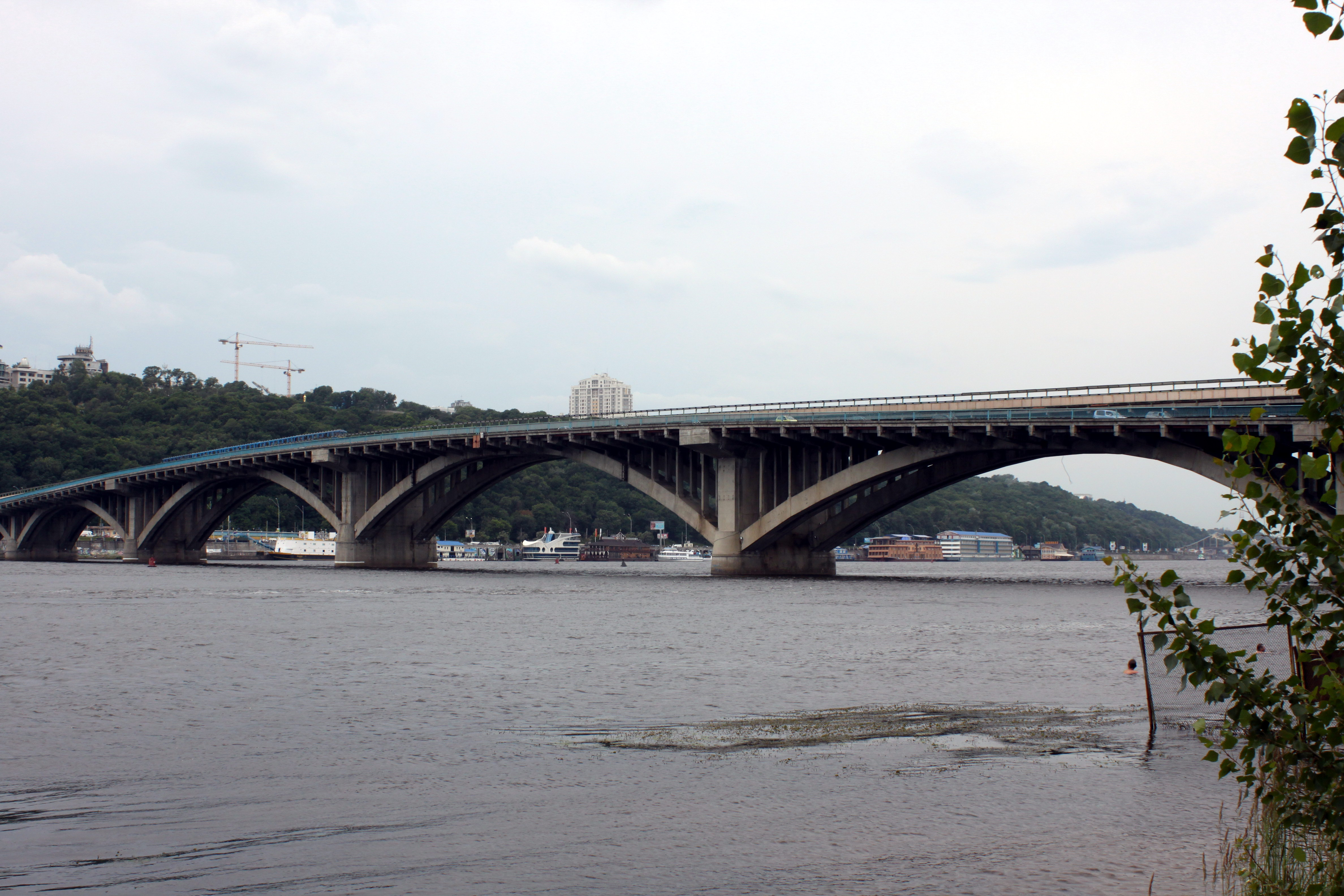
Metrobrücke
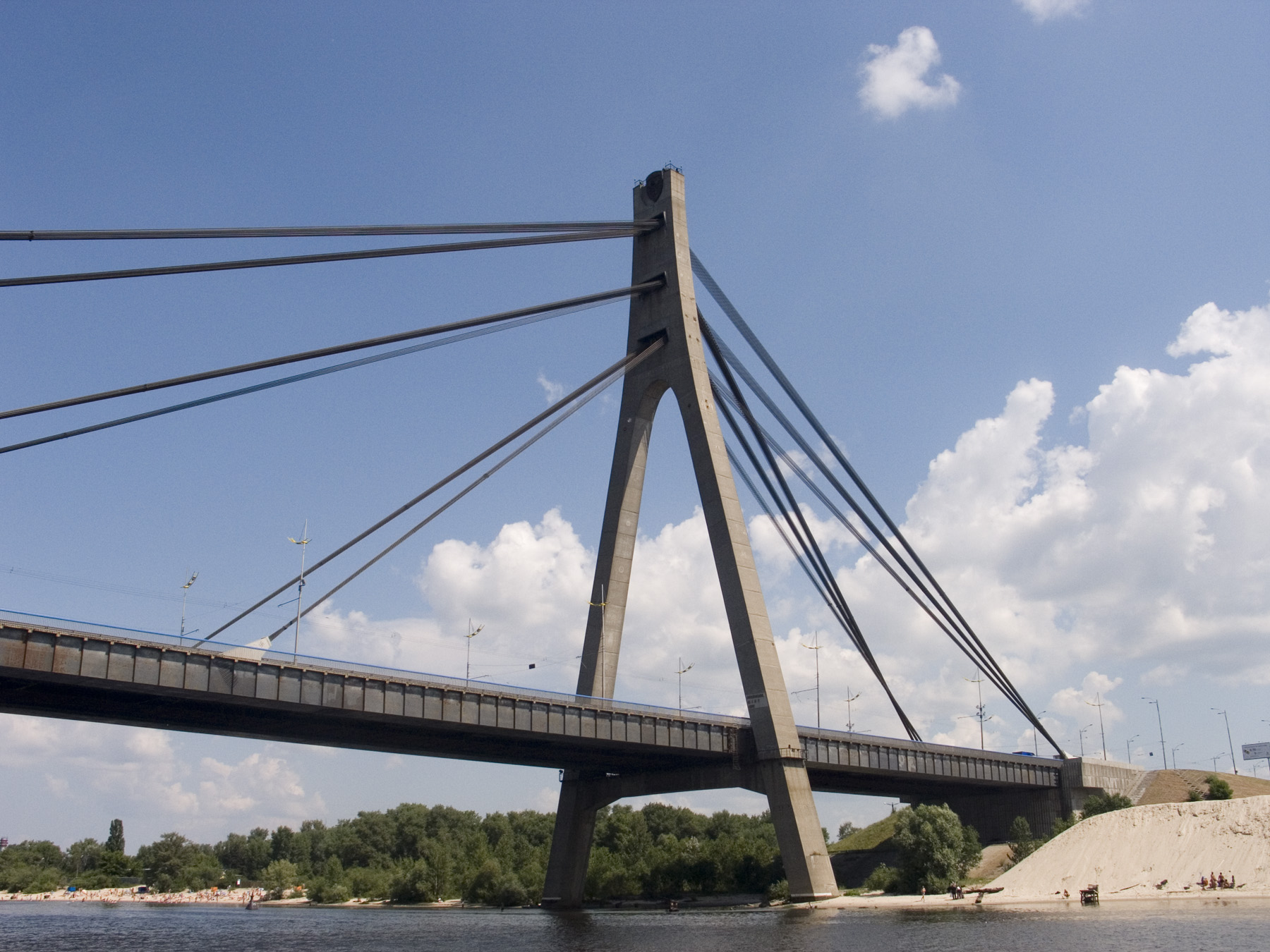
Nordbrücke
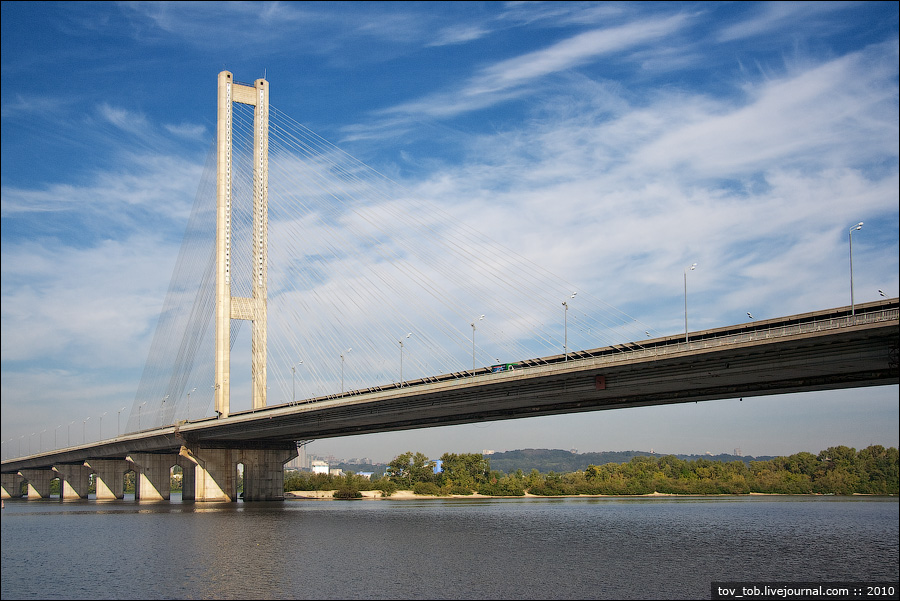
Südbrücke
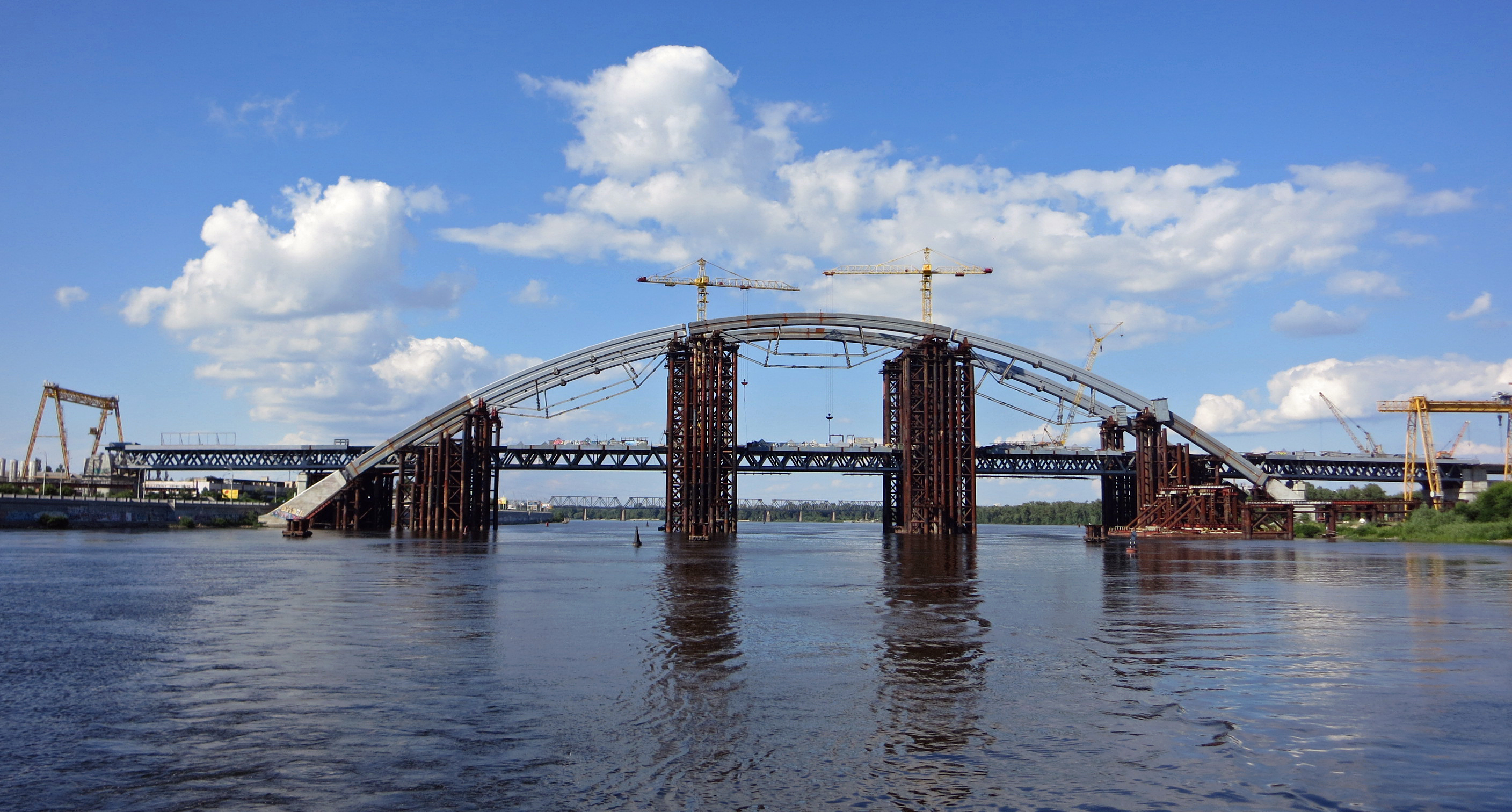
Podilbrücke